# Verhandelingen over de Naturlijke Geschiedenis der Nederlandsche Overzeesche Bezittingen

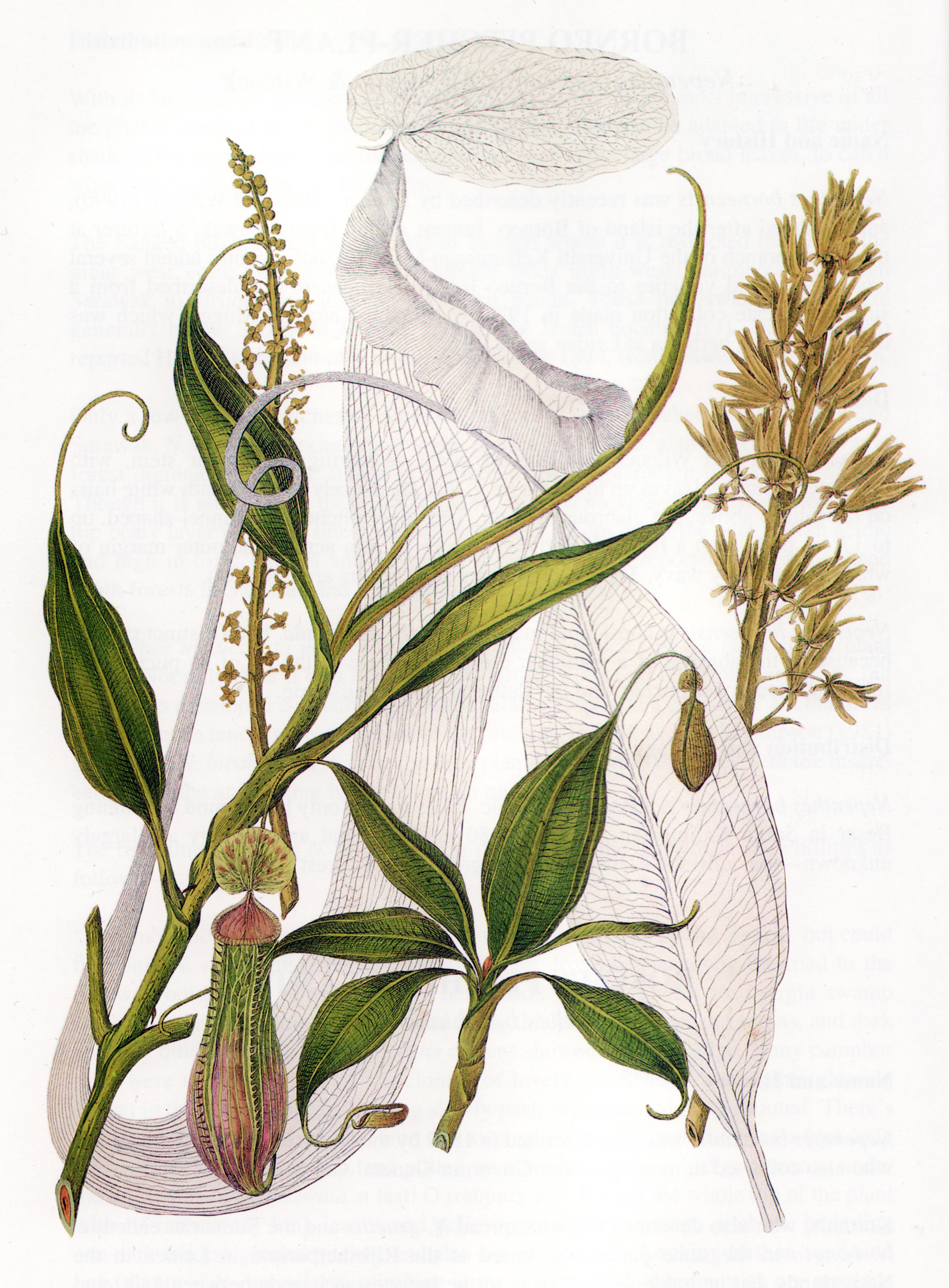
Ilustración original de Nepenthes boschiana, de 1839, por P.W. Korthals.

Verhandelingen over de Naturlijke Geschiedenis der Nederlandsche Overzeesche Bezittingen (abreviado Verh. Natuurl. Gesch. Ned. Overz. Bezitt. o Verh. Nat. Gesch. Ned. Bezitt., Bot.) es un libro ilustrado y con descripciones botánica que fue escrito por Pieter Willem Korthals y publicado en 7 partes entre 1840 y 1844.